# Iuli Mèitus
En Iuli Serhíovitx Mèitus (en ucraïnès: Юлій Сергійович Мейтус; Ielizavethrad (actual Kropivnitski), Ucraïna, 28 de gener, 1903 - Kíiv, 2 d'abril, 1997), va ser un compositor ucraïnès.

## Biografia
Nascut fill d'un metge, en Iuli Mèitus va assistir inicialment a les classes de piano de Heinrich Neuhaus a l'escola de música de Ielizavethrad. El 1919 va participar a la Guerra Civil Russa com a pianista de la unitat política de Semén Budionny del Primer Exèrcit de Cavalleria Roja. Del 1923 al 1931 va estudiar, entre altres coses, al Conservatori de Khàrkiv, composició amb Semén Bohatírev. El 1924 va fundar una de les primeres bandes de jazz d'Ucraïna. 1923–1924 va ser concertista al Teatre d'Òpera i Ballet de Khàrkiv. Com a compositor del teatre d'avantguarda anti governamental "Berezil" i el seu director Les' Kurbas, va escriure la música d'una dotzena de produccions entre 1927 i 1932. En aquest teatre va conèixer la seva futura esposa, Oleksandra Vassílieva, que va esdevenir llibretista de diverses de les seves obres. Després de l'arrest i execució d'en Kurbas, en Mèitus va ser un dels que van condemnar públicament l'artista per evitar els seus propis desavantatges greus. El treball intensiu d'en Mèitus en el camp de la música de cinema també va començar als anys trenta. Amb la invasió Nazi durant la Segona Guerra Mundial el 1941, va ser evacuat a Turkmenistan juntament amb altres artistes soviètics. El juny de 1944 va poder tornar a Ucraïna, on es va establir a la capital, Kíiv.
En la seva música, que es basa en les tradicions ucraïneses i russes, Mejtus es va adherir a l'estètica del realisme socialista requerida per la política cultural soviètica. Va compondre unes 300 cançons, la majoria basades en poesia ucraïnesa o russa, sovint d'autors contemporanis. A més de música per a obres de teatre i pel·lícules, el treball d'en Mèitus inclou 18 òperes. Entre els seus nombrosos premis hi havia el títol d'Artista popular d'Ucraïna (1973) i el Premi Taràs Xevtxenko (1991), encara que la seva obra gairebé no es va notar a l'estranger durant la seva vida. En Iuli Mèitus va morir el 2 d'abril de 1997 a Kíiv i hi va ser enterrat al cementiri de Bàikove. A Kíiv, un carrer va rebre el nom d'en Mèitus el 1999, i a la seva ciutat natal es va instal·lar un museu amb material del llegat del compositor el 1985, a l'Escola de música núm. 2, i el 2003 a l'escola de música núm. 1, “H. G. Neuhaus” es va inaugurar una sala commemorativa, i es va col·locar una placa commemorativa a la façana.

## Obres (selecció)
òpera

- Perekop, juntament amb Vsevolod Rybaltxenko i Mykhailo Tic (1937/1938)
- Haidamaki basat en un poema de Taràs Xevtxenko (1940/1941)
- Laila i Mainun, juntament amb Daňatar Öwesow, basat en la història d'amor oriental sobre Mainūn Lailā (1945/1946)
- El jove guarda, llibret: Andríi Malixko basat en la novel·la Young Guard d'Aleksandr Fadéiev (1947, rev. 1950)
- Felicitat robada, llibret: Maksim Rilskyi basat en un drama d'Ivan Frankó (1958/1959)
- Anna Karènina basada en la novel·la Anna Karènina de Tolstoi (1970)
- Mariana Pineda, basada en l'obra de Federico García Lorca (1978)

### Veu(s) vocal(es) i orquestra
- Cinc cançons populars ucraïneses per a veu baixa i orquestra (1934) (amb els títols: 1. Про стару солдатчину, 2. Ой, там, за ярочком..., 3. Вітер, 2. Ой, там, за ярочком..., 3. Вітер, вітер коло хати, 4. Строкова пісня, 5. Ви музики грайтє)[5]
- Cinc cançons populars ucraïneses per a veu alta i orquestra (1937) (amb els títols: 1. Ой, у Києві та на городищі, 2. Ой, пряду, пряду, 3. За городом качки пливуть, 4. Закувала зозуленька, 5. Ой, лопнув обруч)[6]
- Cinc cançons populars ucraïneses per a cor i orquestra (1939) (amb els títols: 1. Вийду я на гору, 2. Ой, гей, та хто горя не знає, 3. Сніжок іде, 4. Ой, сиділа дочка, як перепілочка, 5. Ой, на горі монастир)[7]
- El Jurament. Cantata basada en paraules de Mykola Baixan (1941)

### Orquestra
- 5 suites (1927; 1929; 1939; 1942; 1944)[8]
- Camins de Glòria. Poema simfònic (1945)
- Simfonia turkmena (1946)
- Obertura (1954)

### Duo i música de cambra
- Variacions sobre un tema ucraïnès per a violí i piano (1930)
- Poema, Nocturn i Allegro[9] per a violí i piano (1965)

### Flauta sola
- Als Carpats (1973)

### Cor
- Suite Partisana per a cor i piano (1942)

Moviments corals a capella basats en textos de Taràs Xevtxenko, Platon M. Voronkó, Oleksandr Tvardovskyi i altres.

### Cançó
Cançons i romanços basats en textos d'Anna Akhmàtova, Piatrus Brovka, Musa Cälil (dels "Quaderns de Moabit"), Rassul Gamsatov, Mustai Karim, Dmitri Kedrin, Kaisyn Kuliev, Andríi Malixko, Eduardas Mieželaitis, Lèssia Ukraïnka, Ievgeni Vinokúrov, Leonid Vixeslavskyi i altres.